# Eteokreter

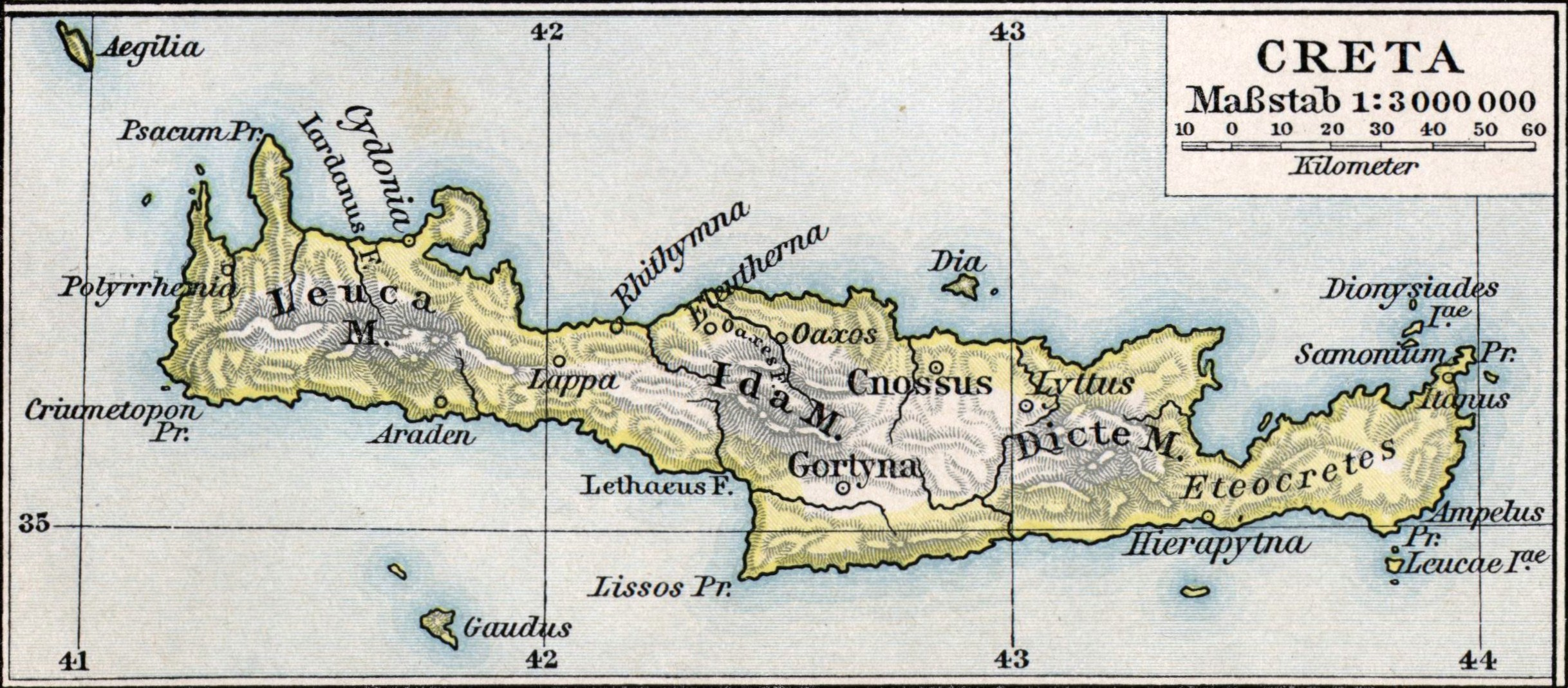
Kreta in der Antike mit Resten der Eteokreter im Osten

Eteokreter (altgriechisch Ἐτεόκρητες Eteókrētes, ‚echte, wahre Kreter‘) ist die Bezeichnung eines historisch vorgriechischen und möglicherweise nichtindogermanischen Volkes auf der griechischen Mittelmeerinsel Kreta. Der eigentliche Volksname ist weder als Selbst- noch als Fremdbezeichnung überliefert. Die Sprache des Volkes, die als Eteokretisch bezeichnet und als mutmaßlicher Nachfolger der minoischen Sprache zu den ägäischen Sprachen gerechnet wird, kann bis heute keiner Sprachfamilie zugeordnet werden.
Die Eteokreter waren Begründer beziehungsweise ein Träger der minoischen Kultur der Bronzezeit, weshalb sie im 2. Jahrtausend v. Chr. nach ihrem mythischen König Minos als Minoer bezeichnet werden und die Eteokreter dementsprechend als die Nachfahren der Minoer gelten. Sie bildeten auch nach der Übernahme der Herrschaft durch die Mykener (Achaier) auf Kreta ab etwa 1450 bis 1400 v. Chr. den Großteil der Inselbevölkerung. Infolge der Besiedlung Kretas durch die griechischen Dorer nach 1100 v. Chr. im Verlauf der dorischen Wanderung gerieten die Eteokreter allmählich zu einer Minderheit, die jedoch noch in klassischer Zeit bis in die hellenistische Zeit Teile Kretas, vor allem im Osten der Insel, bewohnte.

## Historische Hinweise

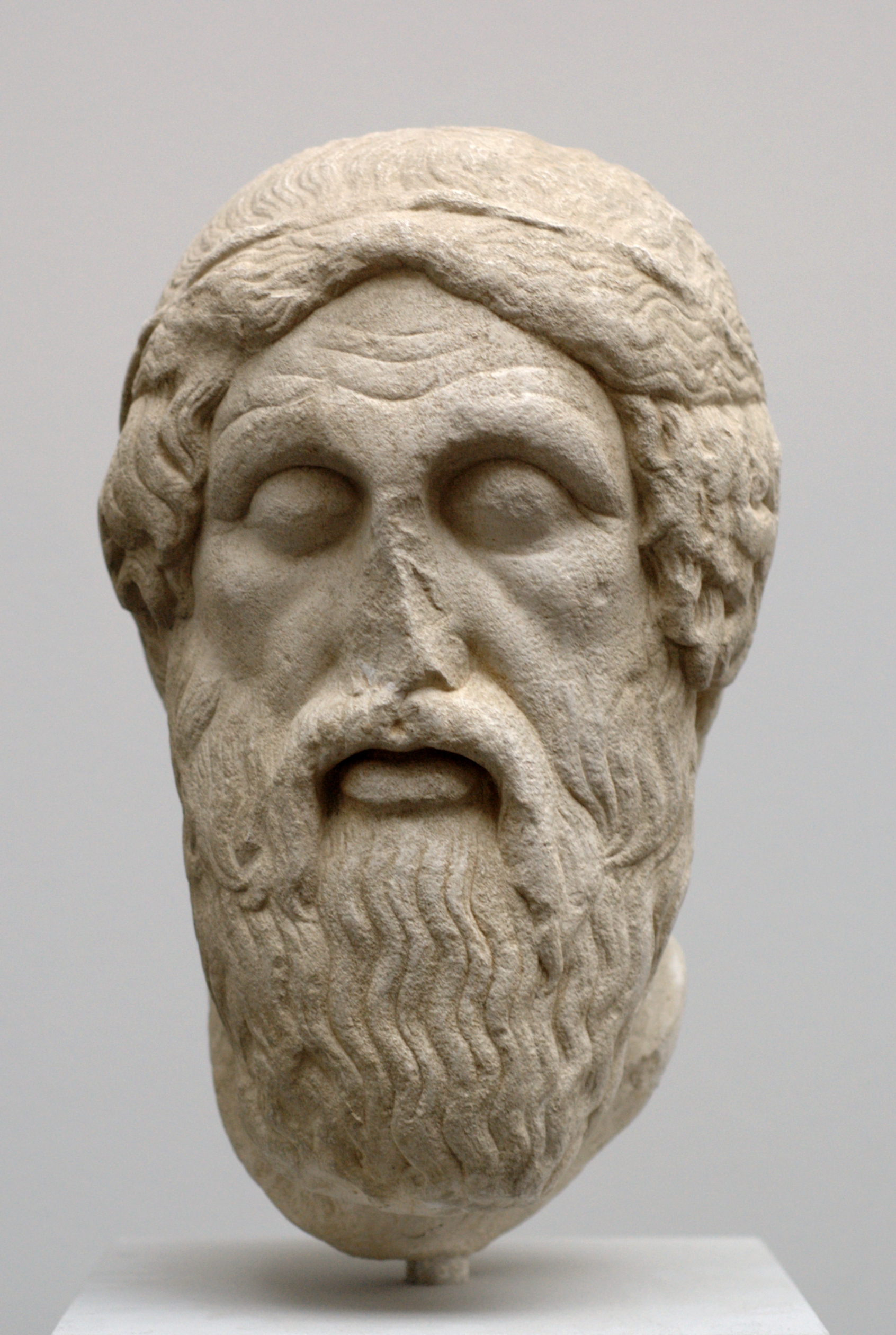
Homer

Erstmals erwähnt werden die Eteokreter im späten 8. Jahrhundert v. Chr. in der Odyssee von Homer. Sie sind dort als eigenständiges Volk auf Kreta in der Zeit um 1200 v. Chr. neben den Achaiern, Kydonen, Dorern und Pelasgern aufgeführt. Im 19. Gesang der Odyssee, Zeilen 172 bis 179, heißt es:
| Κρήτη τις γαῖ’ ἔστι μέσῳ ἐνὶ οἴνοπι πόντῳ, καλὴ καὶ πίειρα, περίρρυτος· ἐν δ’ ἄνθρωποι πολλοὶ ἀπειρέσιοι, καὶ ἐννήκοντα πόληες· – ἄλλη δ’ ἄλλων γλῶσσα μεμιγμένη· ἐν μὲν Ἀχαιοί, ἐν δ’ Ἐτεόκρητες μεγαλήτορες, ἐν δὲ Κύδωνες Δωριέες τε τριχάικες δῖοί τε Πελασγοί· – τῇσι δ’ ἐνὶ Κνωσός, μεγάλη πόλις, ἔνθα τε Μίνως ἐννέωρος βασίλευε Διὸς μεγάλου ὀαριστής, | Kreta ist ein Land im dunkelwogenden Meere, Fruchtbar und anmutsvoll und ringsumflossen. Es wohnen Dort unzählige Menschen, und ihrer Städte sind neunzig: Völker von mancherlei Stamm und mancherlei Sprachen. Es wohnen Dort Achaier, Kydonen und eingeborene Kreter, Dorier, welche sich dreifach verteilet, und edle Pelasger. Ihrer Könige Stadt ist Knossos, wo Minos geherrscht hat, Der neunjährig mit Zeus, dem großen Gotte, geredet. |

Die hier angegebene deutsche Version des altgriechischen Originaltextes stammt von Johann Heinrich Voß aus dem Jahr 1781. Er übersetzt die Bezeichnung Ἐτεόκρητες als „eingeborene Kreter“. In der Übersetzung der Odyssee von Thassilo von Scheffer von 1938 werden sie „Urbewohner“ genannt. Von Scheffer übersetzt die Passage „ἐν δ’ Ἐτεόκρητες μεγαλήτορες“ als „dort die Urbewohner voll Stolz“.
Der antike griechische Geschichtsschreiber und Geograf Strabon (etwa 63 v. Chr.–nach 23 n. Chr.) bezieht sich in seinen Geōgraphiká (Γεωγραφικά) über Staphylos von Naukratis auf Homer und siedelte die zu seiner Zeit schon historischen Eteokreter im Süden der Insel Kreta an. Er bezeichnete sie neben den Kydonen (Κύδωνες Kýdōnes) im Westen als „wahrscheinlich ureinsässig“, während die Dorer im Osten später eingewandert seien. Gleichzeitig gibt Strabon jedoch an, dass die Kleinstadt Praisos mit dem Heiligtum des Diktäischen Zeus im Osten der Insel den Eteokretern gehörte. Ebenso stimmen die Siedlungsangaben Strabons nicht mit den allgemein angenommenen Thesen zur dorischen Landnahme auf Kreta während der dorischen Wanderung überein, nach denen die Dorer die Insel von Westen bis in die Mitte, später auch den Norden besiedelten und dabei die Eteokreter nach Osten und ins Inselinnere verdrängten. Eine Beschränkung der Eteokreter auf den Süden ist somit fragwürdig.
Neben der Erwähnung bei Homer und Strabon bilden archäologische Funde wichtige Hinweise auf die Völker auf Kreta im 2. und 1. Jahrtausend v. Chr. Auf Fresken und Vasen der damaligen Zeit gibt es unterschiedliche Darstellungen des Aussehens der Inselbevölkerung. Aus aufgefundenen Inschriften vor der schriftlosen Zeit der dunklen Jahrhunderte sind drei verschiedene Schriftsysteme bekannt, die kretischen Hieroglyphen (um 2000–1700/1600 v. Chr.), die Linearschrift A (etwa 2000–1400 v. Chr.) und die Linearschrift B (etwa 1440–1180 v. Chr.). Während die Linearschrift B als mykenisches Griechisch erkannt wurde, sind die beiden anderen Schriften bisher nicht entziffert. Dabei waren die wohl älteren kretischen Hieroglyphen und die Linearschrift A über einen längeren Zeitraum gleichzeitig in Verwendung, während sich die Linearschrift B in mykenischer Zeit aus der Linearschrift A entwickelte. Der zeitgleiche Gebrauch der beiden vor der Linearschrift B bestehenden Schriftsysteme könnte auf die Existenz zweier Völker in einem bestimmten Zeitabschnitt der minoischen Kultur hindeuten, eine Zuordnung den Kydonen oder Eteokretern scheitert bisher aber am Nichtverständnis der Sprachen.

## Herkunft

Griechische Dialekte

Von den beiden „wahrscheinlich ureinsässigen“ Völkern Kretas, den Kydonen und Eteokretern, scheinen die Eteokreter als „echte Kreter“ die ältere Bevölkerung der Insel gewesen zu sein, die Abgrenzung zu den Kydonen bei den antiken Autoren ergäbe anders keinen Sinn. Da die Eteokreter im Gegensatz zu den Kydonen auch lange nach der Landnahme durch die Dorer noch im Inneren und im Osten Kretas ansässig waren, könnten sie auch volkreicher gewesen sein. Andererseits ist auch eine schnellere Assimilation der vor allem im Westen heimischen Kydonen durch die Dorer oder eine Abwanderung der Kydonen im Zuge des sogenannten Seevölkersturms möglich. Doch auch die Eteokreter wurden schließlich durch die dorisch-griechische Kultur assimiliert.
Genetisch belegt ist die Abstammung eines Großteils der heutigen Kreter aus Kleinasien. DNA-Analysen von 193 Inselbewohnern wurden im Jahr 2008 durch Constantinos Triantafyllidis von der Aristoteles-Universität in Thessaloniki mit Proben von neolithischen Fundplätzen verglichen. Dabei gab es zum griechischen Festland keine Übereinstimmung von Haplotypen im Erbmaterial, dafür jedoch mit DNA-Proben aus Anatolien. Festlandsgriechisches Erbmaterial glich eher dem anderer Gebiete der Balkanhalbinsel. Dies bedeutet, dass die Mehrzahl der Kreter nichtgriechischen Ursprungs ist, weder mehrheitlich von den Mykenern (Achaiern) noch den Dorern abstammt. Da die heutigen Kreter jedoch der griechischen Kultur angehören, ist eine Assimilation der mehrheitlichen Urbevölkerung der Insel die wahrscheinlichste These.
Der Kult des kretischen Zeus weist ebenfalls nach Nordosten und Osten, wo in ganz Kleinasien und Mesopotamien ein Wettergott verehrt wurde, der unter verschiedenen Namen firmierte, aber wie Zeus mit Attributen wie Blitz und Stier, mitunter auch Helm (Baal) versehen war. Sowohl als Teššub der Hurriter, dessen Sohn mit Ḫebat, Šarrumma, auch in Stiergestalt dargestellt wurde, als auch als Tarḫunna bei den Hethitern war er der jeweils oberste Gott des Pantheons. Bei den Luwiern hieß er Tarḫunt und bei den vorindoeuropäischen Hattiern Taru. Während über die Hattier, in deren Siedlungsgebiet später die Hethiter ihr Reich errichteten, wenig bekannt ist, weiß man über die Luwier, deren Spuren man von der Südostküste Kleinasiens über Westanatolien (Arzawa) bis nach Troja fand, dass sie im Besitz einer Hieroglyphenschrift waren, dem Hieroglyphen-Luwisch. Einer Hieroglyphenschrift bedienten sich auch die Minoer in Form der kretischen Hieroglyphen. Ob beide Schriftformen einer gemeinsamen Urschrift entstammen oder sich gegenseitig beeinflussten, ist noch nicht erforscht, sie scheinen jedoch entfernt verwandt.

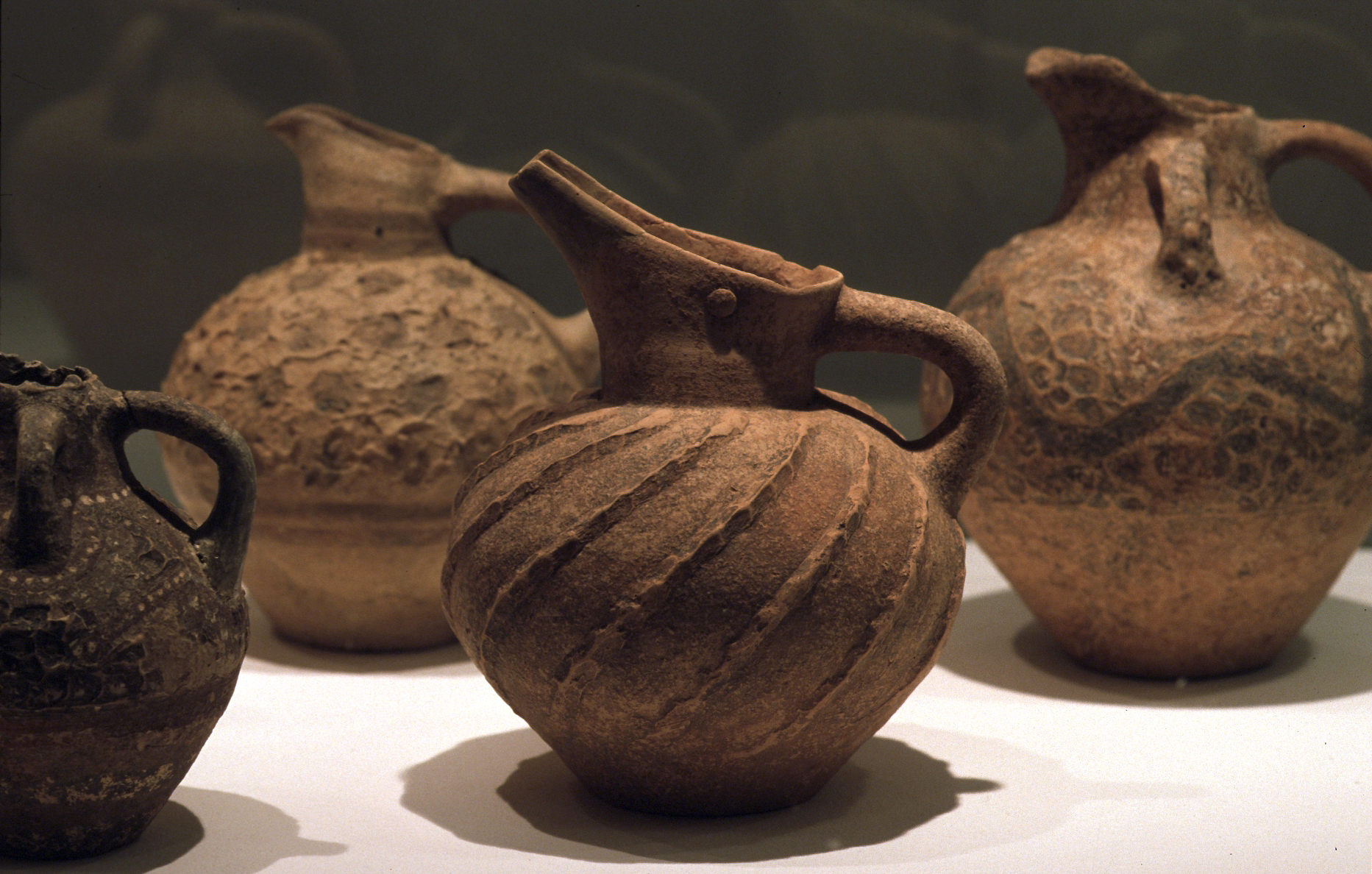
Minoische Keramik

Auf Anatolien als Urheimat der Kreter weist auch die Verbreitung weiblicher Gottheiten. So gibt es eine Göttin zwischen Löwen, die an die kleinasiatische Muttergöttin Kybele ebenso erinnert wie an Rhea, der Mutter des Zeus. Mit ihr steht auch der Kult der Nymphe Adrasteia in Verbindung, einer Tochter des kretischen Königs Melissos. Eine Schildgöttin erinnert an das Urbild der griechischen Athene, deren Name nichtgriechischen Ursprungs ist. Nicht zuletzt hielt in Kleinasien noch der Wettergott die Labrys, die auf Kreta oft dargestellte heilige Doppelaxt, in seinen Händen und in Karien an der östlichen Ägäisküste war der oberste Gott einst auch als Zeus Labraundos bekannt.
Demgegenüber ist in Bezug auf das griechische Festland zunächst von einer Beeinflussung der dortigen Achaier durch das minoische Kreta auszugehen. Die zeitlich spätere mykenische Kultur weist viele Gemeinsamkeiten mit der minoischen Kultur auf, so übernahmen die Festlandsgriechen minoische Keramikformen und -motive und nach einer Schwächung der Minoer um 1450 v. Chr. und der Übernahme der Herrschaft über Kreta durch die Mykener entwickelte sich die mykenische Linearschrift B aus der älteren minoischen Linearschrift A. Auch der Kult der Diktynna ist ausgehend von der Nymphe Britomartis ein ursprünglich kretischer, der sich von dort zum Festland auf die Peloponnes hin ausbreitete. In umgekehrter Richtung wurde der Kult der Artemis erst zur Zeit der dorischen Wanderung nach Kreta gebracht.

## Minoische Kultur

Fundplätze der minoischen Kultur auf Kreta

Die Hypothese von der ethnischen Zweiteilung Kretas in minoischer Zeit stützt sich auf mehrere Hinweise. Zunächst gibt es die Volksnennungen der antiken Autoren, wie Homer und Strabon, bei denen man drei der genannten fünf Völker als nichtkretisch ansehen kann. Die Dorer kamen erst infolge der dorischen Wanderung nach 1100 v. Chr. vom griechischen Festland auf die Insel. Die aufgeführten Achaier waren Träger der mykenischen Kultur, die vom Peloponnes aus nach 1450 v. Chr. die Herrschaft über die Minoer erlangten und auf Kreta wohl nur eine Oberschicht bildeten, während die minoische Kultur, mykenisch beeinflusst, im spätminoischen Zeitabschnitt weiter bestand. Die verstreut lebenden Pelasger werden ebenfalls mit dem griechischen Festland in Verbindung gebracht, mal mit Thessalien, mal mit anderen Teilen des Landes. Herodot meint, Pelasgia (griechisch Πελασγία) sei ein älterer Name für Griechenland und mit der mythischen oder poetischen Bezeichnung Peloponnes identisch.
Demgegenüber gibt es solche Verweise auf andere Regionen in Bezug auf Kydonen und Eteokreter bislang nicht. Dabei sind allerdings auch die eigentlichen Volksnamen beider auf Kreta bezogenen Bevölkerungsgruppen nicht bekannt. Die Bezeichnungen verweisen auf den Inselnamen oder in anderer Auslegung bei den Kydonen auf die Stadt Kydonia im Nordwesten der Insel. Nur wäre letzteres ungenau seitens der antiken Autoren, weil man sich fragen müsste, warum dann die Bewohner der anderen kretominoischen Städte nicht auch als Völker ihrer Städte erscheinen, sondern insgesamt unter Eteokreter zusammengefasst wurden. Wahrscheinlicher ist die Benennung der Stadt Kydonia nach dem Volk der Kydonen oder deren mythischen König Kydon. Man kann also sowohl Kydonen wie auch Eteokreter als einheimische Völker Kretas betrachten, von denen aber die Eteokreter als „echte Kreter“ wohl länger auf der Insel ansässig waren.

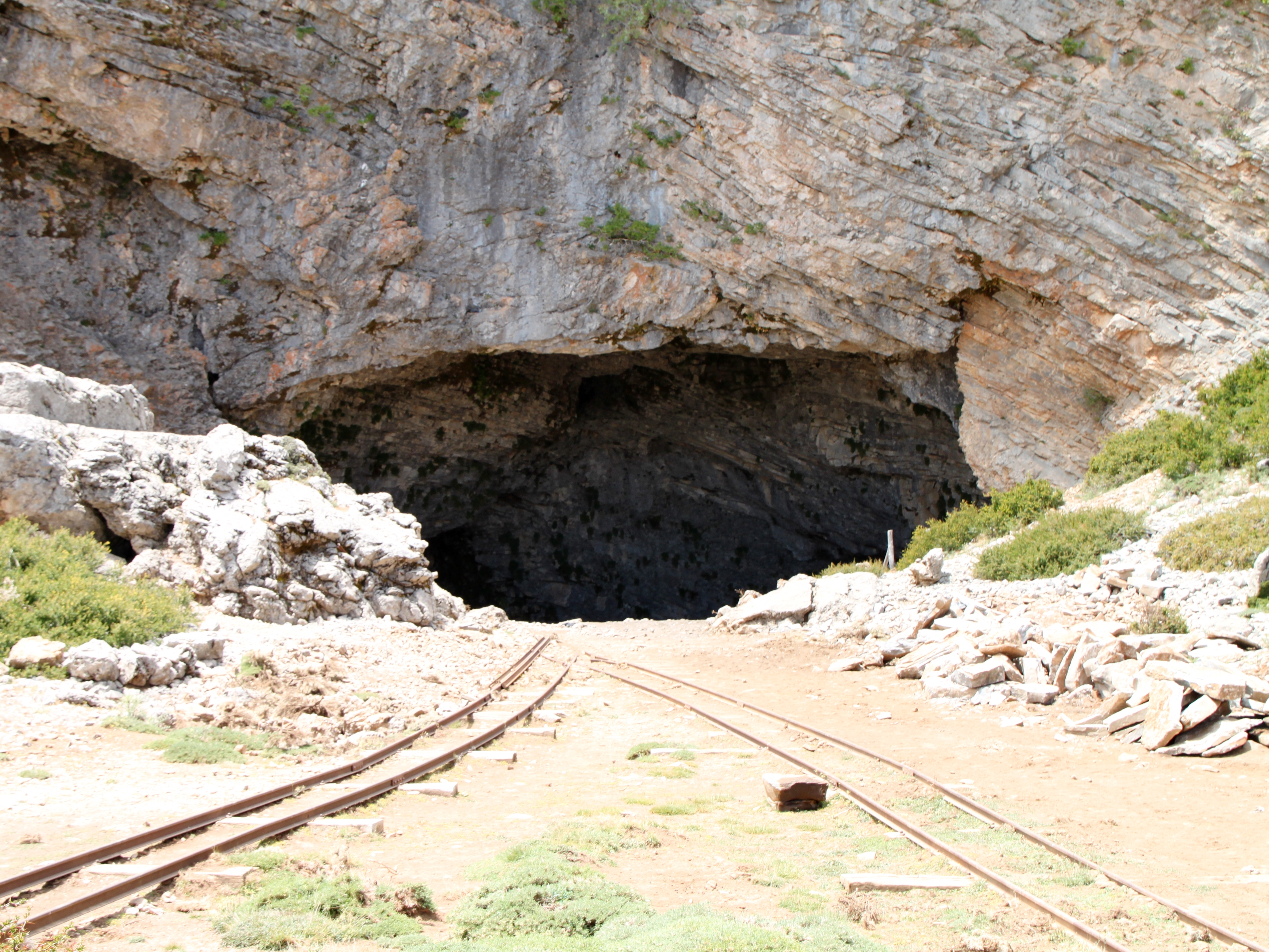
Kulthöhle des Zeus im Psiloritis-Massiv

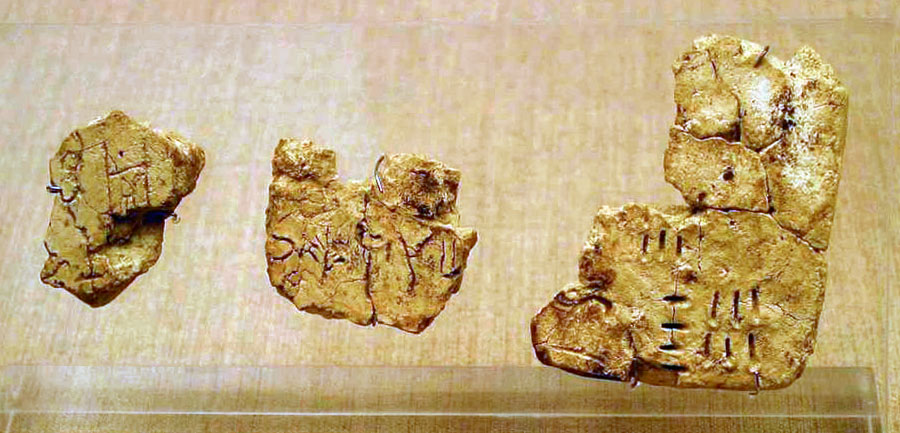
Bruchstücke von Linear-A-Täfelchen

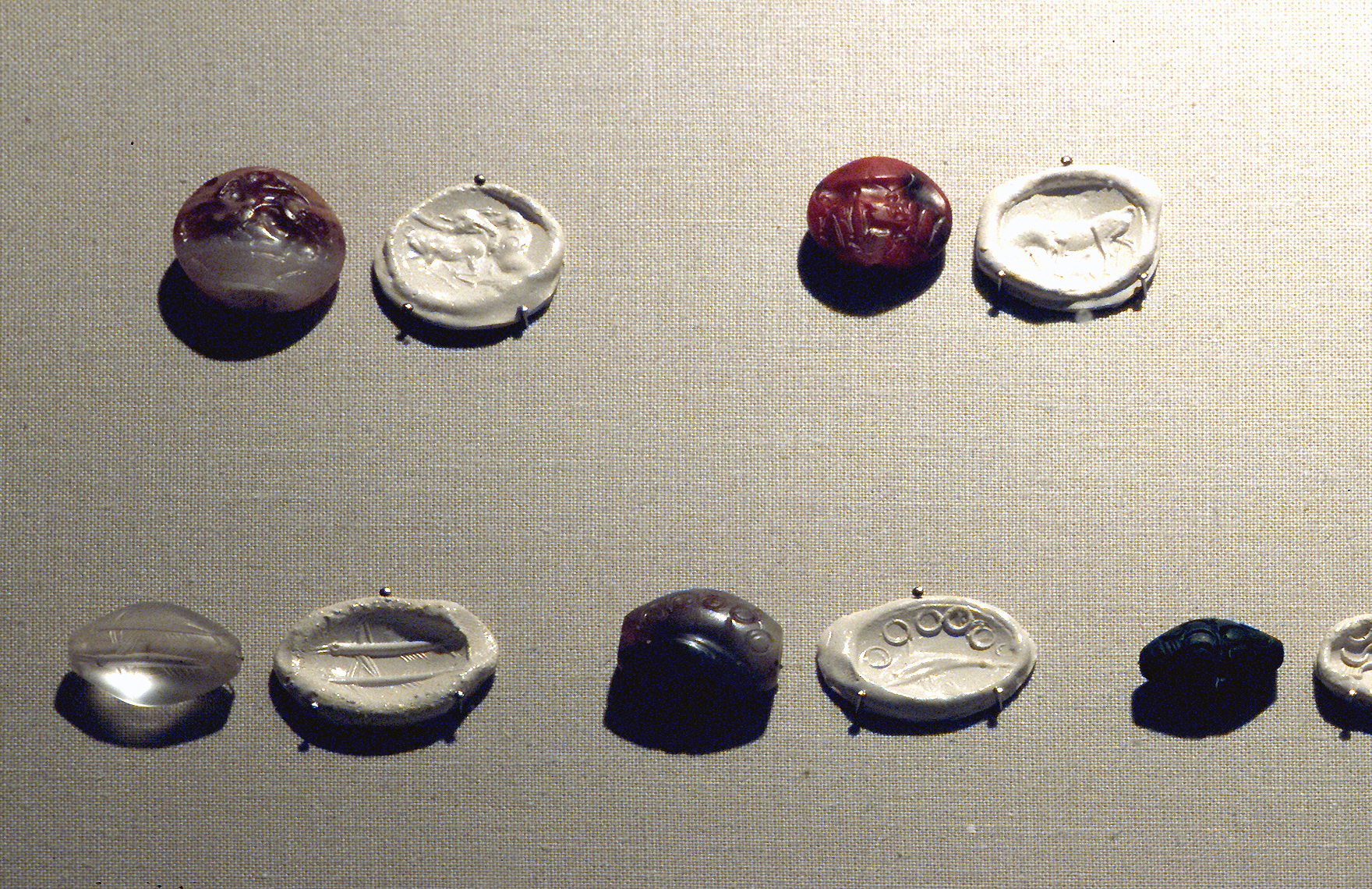
Minoische Siegel

Ein zweiter Hinweis könnte die mythische Zweiteilung der Insel sein. Danach entstammte Minos, nach Herodot und Thukydides der Gründer der Thalassokratie auf Kreta, aus der Verbindung des Zeus mit der Europa. Der mythische Stammvater der Kydonen, König Kydon, war jedoch Sohn des Apollon oder Hermes und der Akakallis, Tochter des Minos. Dem Apollon-Mythos der Kydonen stand damit der Mythos des kretischen Zeus gegenüber, dessen Kult vor allem an heiligen Orten im Psiloritis-Massiv und im Dikti-Gebirge, den Zeushöhlen der Idäischen Grotte und der Höhle von Psychro ausgeübt wurde. Nach vermuteter Herkunft des Zeus aus Kleinasien und ausgehend davon, dass dessen Mythos und Kult älter als der des Apollon war, müssten die Siedlungsgebiete im Inneren Mittel- und Ostkretas als die des älteren Volkes der Insel angesehen werden, nämlich der Eteokreter. Auch bei der Anbetung lokaler Gottheiten, wie der kydonischen Britomartis Diktynna, später als Schwester Apollons angesehen, bestanden Unterschiede zwischen den einzelnen Regionen Kretas.
Als wichtiger Hinweis für eine Zwei-Völker-Hypothese kann der gleichzeitige Gebrauch zweier grundverschiedener Schriftsysteme über einen längeren Zeitabschnitt der minoischen Kultur gelten, die kretischen Hieroglyphen und die Linearschrift A. Von den kretischen Hieroglyphen sind 137 Piktogramme bekannt. Es handelt sich um eine Lautschrift, von der vereinzelt Zeichen bereits auf frühminoischen Siegeln erscheinen und von denen angenommen wird, dass sie dort ornamental verwendet wurden. Neben dieser möglicherweise mit anatolischen Hieroglyphenschriften verwandten Schrift wurde die Linearschrift A verwendet.
Im Gegensatz zu den kretischen Hieroglyphen, die nur auf sogenannten Siegelsteinen erscheinen, fand die Linearschrift A eine breitere Verwendung. Linear A besteht aus 70 Silben repräsentierenden phonetischen und 100 sematografischen (bedeutungsbasierten) Symbolen, die Klänge, konkrete Objekte oder abstrakte Begriffe angeben. Der US-amerikanische Semitist und Orientalist Cyrus Herzl Gordon vertrat die Ansicht, dass die minoische Linearschrift A einen nordwestsemitischen Dialekt wiedergibt, und brachte die Schrift mit dem Ugaritischen in Verbindung. Dies korrespondiert mit Ableitungen von mit den Kydonen in Verbindung gebrachten Orts- und Namensbezeichnungen aus dem Semitischen durch Ernst Assmann. Und Herodot beschreibt in seinen Historien im 5. Buch, Kapitel 58, über die griechischen Kadmossage die phönizische Herkunft der Schrift.
Ob es sich bei den Kydonen um ein den Westen und möglicherweise die Südküste Kretas bewohnendes semitisches Volk handelte, das mit den in der Mitte und im Osten der Insel, dabei auch an den dortigen Küsten siedelnden Eteokretern eine wechselseitige Beziehung einging, die heute „minoische Kultur“ genannt wird, bleibt offen. Indizien sprechen für zwei Völker, die in der Bronzezeit des zweiten vorchristlichen Jahrtausends die Insel bewohnten, und weitere zwei, die Pelasger und die Achaier, die zu verschiedenen Zeiten in geringerer Zahl zuwanderten.
Die Dorer scheinen bei ihrer späteren Einwanderung ab 1100 v. Chr. auf wesentlich weniger Menschen getroffen zu sein, als in minoischer Zeit auf der Insel ansässig waren. So gibt es Hinweise, wie im Fall Kommos am Südwestrand der Messara-Ebene an der Südküste Kretas, dass um 1200 v. Chr. Küstenstädte aufgegeben wurden. Dies wird häufig mit dem „Seevölkersturm“ in Verbindung gebracht, wobei Verwüstungen aus jener Zeit auf Kreta nicht dokumentiert sind. Als eine der Ursachen des Seevölkersturms wird heute eine Klimaveränderung, auf die Pollenanalysen hindeuten, angenommen. Nach Abwehrkämpfen gegen die Seevölker im Nildelta siedelte der ägyptische Pharao Ramses III. Teile dieser Völker in Palästina an, deren Kultur eine Herkunft aus dem mykenischen Raum annehmen lassen, zu dem zu dieser Zeit auch Kreta gehörte. Nach der israelitischen Überlieferung kamen die Philister, Namensgeber für Palästina, von der Insel Kaphtor, was als Kreta gedeutet wird.

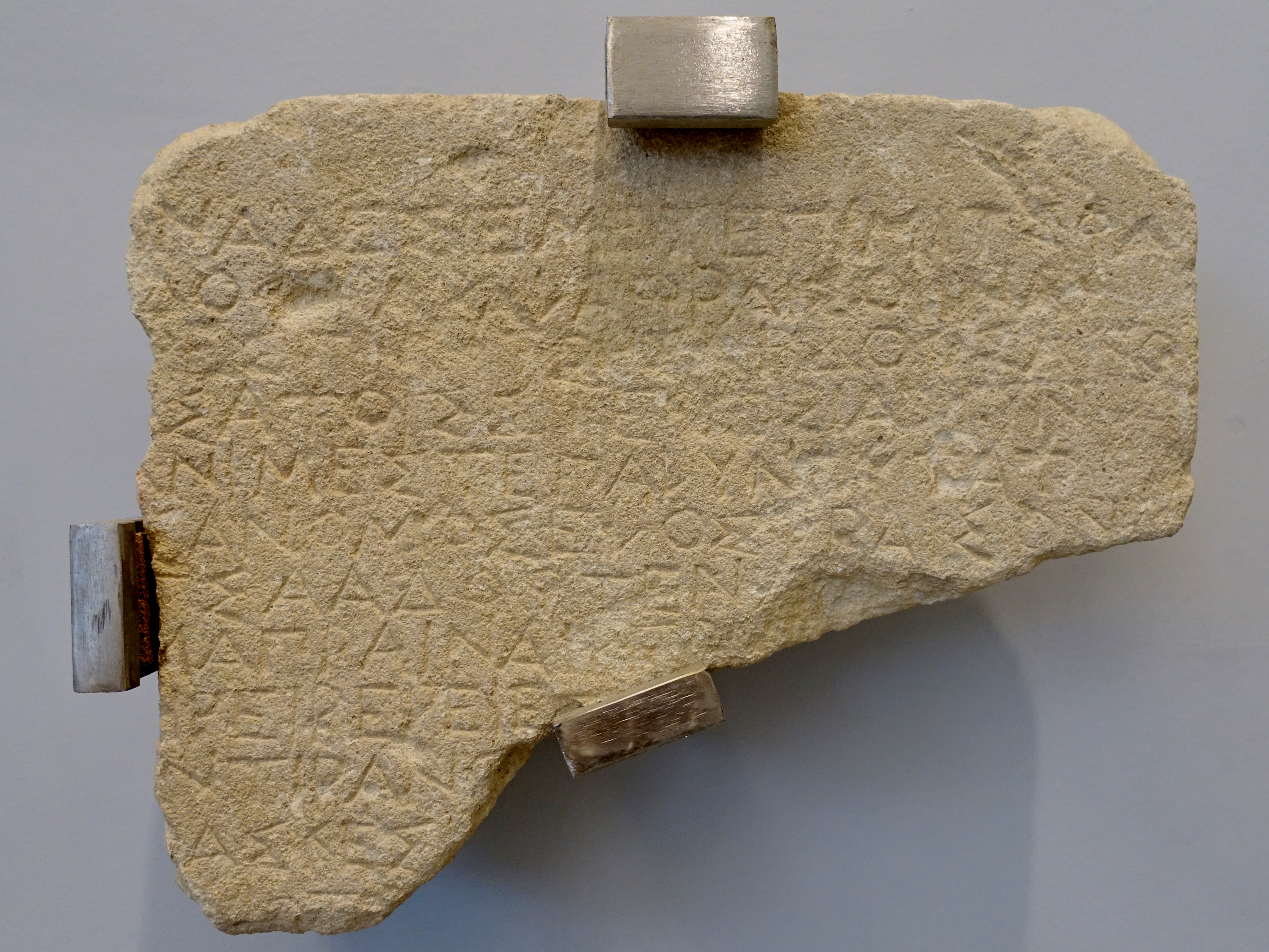
Eteokretische Inschrift aus Praisos (4. Jahrhundert v. Chr.)

Die Eteokreter als Nachkommen der Minoer treten aber auf Kreta auch im 1. Jahrtausend v. Chr. noch in Erscheinung und ihre Anzahl scheint gegenüber den eingewanderten Dorern wesentlich größer gewesen zu sein, wenn man von der oben genannten genetischen Untersuchung der Herkunft der heutigen Inselbewohner ausgeht. Ihre Assimilation scheint den Herrschaftsstrukturen nach 1100 v. Chr. geschuldet, einem Zeitraum, über den mangels schriftlicher Überlieferungen kaum etwas bekannt ist. Erst zwischen 145 und 140 v. Chr. zerstörte die dorische Polis Hierapytna die Stadt Praisos, das eteokretische Zentrum Ostkretas, und besetzte schließlich den gesamten Osten der Insel. Was mit der Bevölkerung von Praisos geschah, ist nicht bekannt. Die Eteokreter wurden danach nicht mehr erwähnt.